# River (Eminem)
River è una canzone del rapper statunitense Eminem, con il featuring del cantante britannico Ed sheeran. È la quinta traccia del nono album in studio Revival. La canzone è stata scritta dai due artisti assieme al produttore Emile Haynie. River è stato rilasciato nelle radio il 15 dicembre 2017 (assieme al resto dell'album) in Italia è nel Regno Unito il 5 gennaio 2018 come il secondo singolo dell'album.
Il video musicale ha ottenuto una nomination per la miglior cinematografia agli MTV Video Music Award 2018.
River parla della fatica di una relazione che sta fallendo e il culmine con un aborto.

## Pubblicazione e promozione
Uscito mondialmente assieme all'album il 15 dicembre 2017, il video musicale è uscito il 14 febbraio 2018 sul canale Youtube di Eminem.
A maggio 2024, il pezzo conta oltre 800 milioni di stream su Spotify.

## Accoglienza commerciale

### Commerciale
Commercialmente, ha raggiunto il numero uno nel Regno Unito, diventando il nono di Eminem e il quinto di Ed Sheeran. Ha inoltre raggiunto il numero uno in Austria, Norvegia, Scozia e Svezia, nonché la top 10 in Australia, Canada, Danimarca, Finlandia, Germania, Ungheria, Irlanda, Italia, Libano, Paesi Bassi, Nuova Zelanda, Portogallo, Svizzera e Stati Uniti. top 20 in Belgio e negli Stati Uniti.

## Video musicale
Il video della canzone è stato rilasciato il 14 febbraio 2018,  diretto da Emil Nava. Il video ha raccolto oltre 5 milioni di visualizzazioni nelle prime 24 ore. A maggio 2024, il video conta oltre 195 milioni visualizzazioni ed ha accumulato oltre 2,7 milioni di like.
Nella loro recensione del video, Fuse ha descritto alcune scene come "tese e serie", affermando inoltre che "un Eminem dai capelli scuri interpreta il ruolo così bene e rappa rime su come costringere una donna a rinunciare al suo bambino in modo così convincente che diventa difficile distinguere cosa è vero e cosa è inventato."

## Tracce
Testi e musiche di Marshall Mathers, Emile Haynie e Ed Sheeran, eccetto dove indicato.
CD promozionale (Francia)
1. River (Radio Edit) – 3:03
2. River (Album Version) – 3:41

CD (Europa)
1. River (ft. Ed Sheeran) – 3:46
2. Chloraseptic (Remix) (ft. 2 Chainz & Phresher) – 4:57 (Marshall Mathers, Erick Sermon, Parrish Smith, Tauheed Epps, Kashaun Rutling)

## Formazione
Musicisti
- Eminem – voce
- Ed Sheeran – voce, chitarra

Produzione
- Emile Haynie – produzione
- Dr. Dre – produzione esecutiva
- Rick Rubin – produzione esecutiva
- Mike Strange – registrazione agli Effigy Studios, missaggio
- Joe Strange – registrazione agli Effigy Studios
- Tony Wall – registrazione ai Padded Cell
- Tony Campana – assistenza tecnica
- Eminem – missaggio

## Classifiche

### Classifiche settimanali
| Classifica (2017-18) | Posizione massima |
| -------------------- | ----------------- |
| Australia            | 2                 |
| Austria              | 1                 |
| Belgio (Fiandre)     | 12                |
| Belgio (Vallonia)    | 3                 |
| Canada               | 3                 |
| Danimarca            | 3                 |
| Filippine            | 50                |
| Finlandia            | 2                 |
| Francia              | 23                |
| Germania             | 2                 |
| Irlanda              | 2                 |
| Italia               | 8                 |
| Lussemburgo          | 4                 |
| Norvegia             | 1                 |
| Nuova Zelanda        | 3                 |
| Paesi Bassi          | 5                 |
| Regno Unito          | 1                 |
| Spagna               | 45                |
| Stati Uniti          | 11                |
| Svezia               | 1                 |
| Svizzera             | 2                 |

### Classifiche di fine anno
| Classifica (2018) | Posizione |
| ----------------- | --------- |
| Islanda           | 18        |